# زهرا حاتم‌نژاد
زهرا حاتم نژاد (فارسی: زهرا حاتم نژاد؛ زادهٔ ۱۴ سپتامبر ۱۹۸۶) بازیکن فوتبال است.
وی همچنین در تیم ملی فوتبال زنان ایران بازی کرده‌است.

## گلزنی‌
| ردیف | تیم             | رقیب          | گل  | فصل                    | هفته | گزارش |
| ---- | --------------- | ------------- | --- | ---------------------- | ---- | ----- |
| ۱    | پالایش‌گاز ایلام | ایستا کردستان | ۶۶' | لیگ برتر ایران ۰۴–۱۴۰۳ | اول  | [ ۴ ] |
| ۲    | پالایش‌گاز ایلام | نماینده بوشهر |     | لیگ برتر ایران ۰۴–۱۴۰۳ | دوم  |       |
|      |                 |               |     |                        |      |       |